# Giętkość woskowa
Giętkość woskowa – psychoruchowy objaw hipokinetycznej postaci schizofrenii katatonicznej, w którym występuje zmniejszona wrażliwość na bodźce, a także skłonność do pozostawania w jednej pozycji. Części ciała osoby z takim objawem utrzymują się w określonej, nadanej wcześniej pozycji.